# Yağlı güreş
Yağlı güreş (AFI: /ˈjɑːlɯ ˈɟyrεʃ/) es una lucha tradicional y deporte nacional turco. Es comúnmente conocida como lucha en aceite (a veces como lucha en grasa) porque los luchadores se impregnan ellos mismos con aceite de oliva. Se relaciona con el Kurash uzbeco y el Köräş tataro.

## Descripción
Los luchadores, conocidos como pehlivan, que significa héroe, usan una clase de tiras de cuero de cosido a mano llamado kisbet (a veces kispet), que tradicionalmente estaban hechos de piel de búfalo de agua, pero ahora también de cuero de becerro.
A diferencia de la lucha olímpica, los combates de lucha en aceite se pueden ganar consiguiendo un agarre eficaz del kisbet. Así, el pehlivan intenta controlar a su rival pasando el brazo a través del último kisbet. Ganar mediante este movimiento se llama paça kazık. Originalmente, los combates no tenían ninguna duración fija y podían prolongarse durante uno o dos días, hasta que un hombre podía establecer su superioridad. Pero en 1975 se fijó la duración en 40 minutos para el baspehlivan y 30 minutos para la categoría pehlivan. Si no se determina ningún ganador, se añaden otros 15 minutos de lucha, 10 minutos para la categoría pehlivan, y donde se tiene en cuenta la puntuación para determinar al vencedor.
El torneo anual de Kirkpinar, llevado a cabo en Edirne en la Tracia turca desde 1362, es la competición más antigua del mundo que se celebra sin interrupción. Este festival de lucha en aceite fue inscrito en 2010 en la Lista representativa del Patrimonio Cultural Inmaterial de la Humanidad. Estos últimos años este estilo de la lucha también ha llegado a ser popular en otros países, como en los Países Bajos y en Japón.

## Historia
Las pinturas más antiguas de lucha se encuentran en el templo de Beni Hasan en Egipto. El deporte de la lucha en aceite data del 2650 a. C. en Egipto y Asiria. En el Imperio otomano, los luchadores aprendían este arte en escuelas especiales llamadas tekke, que no eran centros simplemente atléticos, sino también centros espirituales, similares a los que asisten los luchadores japoneses del sumo, donde se les enseña que el hombre no es sólo materia, sino también espíritu. Porque la competición sin la armonía de la materia y del espíritu es perjudicial para desarrollo del buen carácter, los luchadores embadurnan de aceite al contrario antes del combate como demostración de equilibrio y respecto mutuo. Igualmente, si un hombre más joven derrota a uno más viejo, besa la mano de este último. La lucha engrasada fue introducida a los turcos por sus vecinos iraníes, que la llaman Pahlavani, que igualmente la recibieron de la India, en donde es conocida por muchos nombres, incluyendo Pehalwani. 
Los combates son disputados por todas partes de Turquía durante todo el año, pero al comienzo del verano los luchadores se reúnen en Kirkpinar para disputar el torneo anual de lucha de tres días de duración para determinar quién será el baspehlivan (principal héroe) de Turquía. Cada año, alrededor 1000 luchadores asisten a este torneo. Los cronistas y los escritores otomanos atestiguan que los juegos de Kirkpinar se han llevado a cabo cada año desde 1362, convirtiéndose en la competición más antigua del mundo que se celebra sin interrupción. Solamente alrededor de 70 veces fueron los juegos cancelados. Los combates se han llevado a cabo allí desde 1924, donde fueron trasladados después de la guerra balcánica. El sitio original estaba a unos 35 kilómetros.
Kirkpinar, en las cercanías de Edirne (la segunda capital del imperio otomano hasta la caída de Constantinopla en 1453), fue una vez el lugar donde se encontraba el palacio de caza de verano del sultán otomano. 

## Luchadores famosos (Pehlivans)
- 1861-1886 Gaddar Kel Aliço "Calvo Despiadado Alico" (nacido 1845 - fallecido 1922), campeón durante 26 años, dejó el deporte después de una derrota contra Koca Yusuf y se convirtió en el entrenador de Adali Halil.
- 1887 Koca Yusuf de Sumnu/ aprendiz de Aliço (nacido Sumnu 1857, cerca de Deliorman Bulgaria - fallecido 4 de junio de 1898) derrotó en 1885 a Kel Aliço en el Kirkpinar de Edirne y consiguió la correa del oro. Campeón durante 18 años. Derrotó a todos los campeones de lucha en Europa y fue a América para derrotar a Robert el campeón de América, convirtiéndose en campeón universal de lucha en el 21 de mayo de 1898. Finalmente, en Chicago, Yusuf derrotó rápidamente al famoso Ed Lewis. Después de eso, se subió al ferry La Bourgogne para el viaje de regreso a Francia. En Nueva Escocia se golpeó con otra nave y se hundió, llevándose consigo a 500 personas incluyendo al terrible turco. Los sobrevivientes recuerdan a Yusuf actúando “como una bestia salvaje.” Con una daga en la mano, él se abrió camino a través de la muchedumbre asustada que esperaba para subir a los botes salvavidas. En el momento en que alcanzó los carriles, un bote completamente cargado había sido bajado ya. No haciendo caso de los gritos de la tripulación, saltó en él. Su enorme peso, junto con la violencia del salto, volcó el bote y lanzó a todos sus pasajeros al mar. Yusuf, aunque buen nadador, fue arrastrado hacia abajo por el peso de su correa del oro de 10 000 dólares y se ahogó.
- 1888 Adalı Halil Pehlivan/ aprendiz de Aliço (nacido Kilise 1871 Köy, Grecia - fallecido 1926 Edirne) fue enterrado en el cementerio especial para Pehlivan. Al principio del Kirkpinar de Edirne, todos los luchadores y funcionarios van a su sepulcro para efectuar un rezo ceremonial.
- Yusuf Pehlivan de Geçkin
- 1914 Hergeleci İbrahim (nacido 1848 en Islopol Razgrad - fallecido 1915), apodado Hergeleci pues era amaestrador de caballos salvajes, derrotó a Adali Halil en el Kirkpinar de Edirne e hizo de entrenador de Koca Yusuf. En París, Francia, luchó con Yusuf. El combate fue interrumpido y nunca se terminó.
- Kara Murat de la aldea de Çömlek
- Molla İzzet de Silivri
- Nakkaş Eyüp de Çatalca (nacido en la aldea de Kestanelik cerca de Catalca) fue apodado Nakkas (miniaturista) porque tenía mucho cuidado mientras luchaba, así que se decía comúnmente que su estilo era el de un miniaturista.
- Yenici Mehmet
- Mahmut de Kızılcık (nacido Kizilcik 1878 cerca de Dobruca, en Rumania - fallecido Eskisehir 1931, Turquía). Después de que la fama en lucha de aceite por ser campeón en el Kirkpinar Edirne, fue a París donde permaneció sin ser derrotado tras 27 combates de lucha. Su fama se extendió alrededor del mundo y Kizilcikli Mahmut ganó todos los combatess de lucha en que luchó en los EE. UU. en los años 1908, 1909, 1919 y 1922. Su legendaria fuerza todavía se recuerda en Rumania.
- Mehmet de Kurtdere (Nacido 1864 en Deliorman, Bulgaria) - fallecido 1939 Balikesir, Turquía) luchó con todos los luchadores famosos de su tiempo y era muy famoso. Viajó a Francia, a Gran Bretaña, a los Países Bajos y a los EE. UU. pero nunca fue derrotado. *Çolak Mümin Molla (nacido 1873 en Kavala, Grecia - fallecido 1915) llegó a ser famoso después de que derrotara a Adali Halil. Existen historias no confirmadas sobre este héroe del Kirkpinar de Edirne. Mumin fue llamado Colak por faltarle un brazo (o tenerlo paralizado).
- Suyolcu Mehmet.
- Benli Badullah. Primer campeón de la era de la República turca, en 1924.

## En la cultura popular
El personaje ficticio Hakan de la popular saga de videojuegos Street Fighter es un pehlivan y campeón nacional turco que tiene el Yagli como estilo de lucha, su rival del mismo videojuego es E. Honda quien a su vez es un campeón de Sumo de Japón. 